# Lethe maacki
Lethe maacki är en fjärilsart som beskrevs av Bremer 1861. Lethe maacki ingår i släktet Lethe och familjen praktfjärilar. Inga underarter finns listade i Catalogue of Life.